# Gignat
Gignat település Franciaországban, Puy-de-Dôme megyében. Lakosainak száma 254 fő (2022. január 1.). Gignat Antoingt, Bergonne, Le Broc, Chalus, Mareugheol és Saint-Germain-Lembron községekkel határos.

## Népesség
A település népességének változása:
| Lakosok száma | 244  | 242  | 245  | 239  | 240  | 241  | 249  | 252  | 254  |
|               | 2013 | 2015 | 2016 | 2017 | 2018 | 2019 | 2020 | 2021 | 2022 |